# Martin Couvra
Martin Couvra, né le 17 janvier 2003 à La Seyne-sur-Mer (Var), est un golfeur français. Il gagne le Turkish Airlines Open le 11 mai 2025.

## Carrière amateur
Couvra a été formé à l'École de Golf de Frégate à Saint-Cyr-sur-Mer. Il a remporté le Championnat de France Amateur 2022 de la Coupe Murat, cinq coups devant le finaliste.
En 2023, Couvra a remporté trois trophées en l'espace de deux semaines en Afrique du Sud. Il est devenu le premier joueur à remporter, au cours de la même saison, le Championnat d'Afrique du Sud en Stroke Play et le Championnat d'Afrique du Sud Amateur, dont le Trophée Proudfoot, médaillé des qualifications en stroke play sur 36 trous après un play-off contre Aldrich Potgieter (en).

## Carrière professionnelle
Couvra est passé professionnel et a rejoint le Challenge Tour après avoir remporté le Challenge de España (en) en tant qu'amateur en septembre 2023. Il est devenu le septième amateur de l'histoire à remporter un tournoi du Challenge Tour après s'être imposé en playoff face à Andrea Pavan (en) et Dermot McElroy.
Couvra a terminé 17e au classement et a intégré le Tour européen en 2025. Il a enregistré plusieurs top 5 dès sa première saison avant de remporter le Turkish Airlines Open,.

## Palmarès

### Victoires professionnelles
| N° | Date       | Circuit principal | Tournoi               | Score           | Par  | Marge   | Finaliste                   |
| -- | ---------- | ----------------- | --------------------- | --------------- | ---- | ------- | --------------------------- |
| .  | 10/09/2023 | Challenge Tour    | Challenge de España   | 67-70-66-65=268 | - 12 | Playoff | Dermot McElroy Andrea Pavan |
| 1. | 11/05/2025 | DP World Tour     | Turkish Airlines Open | 65-66-72-64=267 | - 17 | 2 coups | Jorge Campillo Li Haotong   |